# Ernst vom Rath

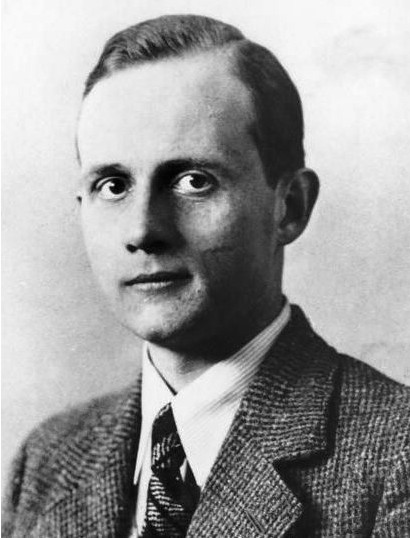
Ernst vom Rath

Ernst Eduard vom Rath (Frankfurt am Main, 3 juni 1909 - Parijs, 9 november 1938) was een Duits diplomaat en derde ambassadesecretaris in Parijs. De aanslag op vom Rath op 7 november 1938 door de Joodse Herschel Grynszpan luidde de Kristallnacht in.

## Biografie
Ernst vom Rath werd geboren in Frankfurt am Main. Hij was de zoon van een hooggeplaatste functionaris. Hij volgde onderwijs in Breslau en studeerde rechten in Bonn, München en Königsberg. In 1932 sloot hij zich aan bij de NSDAP en in 1934 werd hij lid van de SA. In 1934 trad hij in diplomatieke dienst. Zijn lidmaatschap van de NSDAP en de SA zorgden ervoor dat hij gemakkelijk carrière kon maken. Hij werd als diplomaat achtereenvolgens gestationeerd in Boekarest (1935). In 1936 werd hij benoemd tot legatiesecretaris in Calcutta. In 1937 moest hij deze post wegens ziekte prijsgeven. In Duitsland werd hij behandeld aan een darmkwaal.
Ernst vom Rath werd in juli 1938 als derde ambassadesecretaris toegevoegd aan de staf van de Duitse ambassade in Parijs.
Op 7 november 1938 ging de jonge Joodse Herschel Grynszpan, een vluchteling uit Duitsland, naar de Duitse ambassade in Parijs. Hij vroeg om een onderhoud met de Duitse ambassadeur, Johannes Graf von Welczek. Het was Grynszpans bedoeling de ambassadeur te vermoorden, uit wraak voor het leed dat de nazi's zijn familie hadden aangedaan. Von Welczek bleek echter niet bereid om met Grynszpan te spreken. Vom Rath werd gestuurd om Grynszpan te woord te staan. Toen vom Rath voor Grynszpan stond schoot Grynszpan tweemaal met een naar binnen gesmokkeld pistool in zijn onderlichaam. Vom Rath overleed twee dagen later aan zijn verwondingen. Op de avond van zijn overlijden sprak Joseph Goebbels, de minister van Propaganda van de nazi's, een haatrede uit over de radio. Enkele uren later barstte er een door de SS en de NSDAP georkestreerde pogrom los, die de geschiedenis in zou gaan als de Kristallnacht.
Ernst vom Rath kreeg een staatsbegrafenis. Bij de begrafenis was ook Hitler aanwezig. Joachim von Ribbentrop, Hitlers minister van Buitenlandse Zaken, sprak de lijkrede uit. In deze rede werd vom Rath omschreven als het "eerste bloedoffer" in de strijd van het "Wereldjodendom" tegen het "Derde Rijk."
De staatsbegrafenis die Ernst vom Rath ten deel viel, zou nooit hebben plaatsgevonden voor iemand als hij die in de ambassadehiërarchie een bescheiden positie bekleedde. Maar al snel na de aanslag was van hogerhand besloten Vom Rath te promoveren naar een hogere rang en daarmee was de staatsbegrafenis gelegitimeerd en kon ze worden ingepast in de propaganda van het Derde Rijk.

## Voetnoten
1. ↑  Sidney Smeets. De wanhoopsdaad: hoe een zeventienjarige jongen de Kristallnacht ontketende, Balans, Amsterdam, 2013.